# Championnat du Yémen de football
Le championnat du Yémen de football ou Ligue yéménite est créé en 1990.

## Palmarès
| Saison                                                                       | Champion                                  |
| ---------------------------------------------------------------------------- | ----------------------------------------- |
| 1990/91                                                                      | Al-Tilal SC (1)                           |
| 1991/92                                                                      | Al Ahli Sanaa (1)                         |
| 1992/93                                                                      | Pas de championnat                        |
| 1993/94                                                                      | Al Ahli Sanaa (2)                         |
| 1994/95                                                                      | Al Wehda Club Sanaa (1)                   |
| 1995/96                                                                      | Pas de championnat                        |
| 1996/97                                                                      | Al Wehda Club Sanaa (2)                   |
| 1997/98                                                                      | Al Wehda Club Sanaa (3)                   |
| 1998/99                                                                      | Al Ahli Sanaa (3)                         |
| 1999/00                                                                      | Al Ahli Sanaa (4)                         |
| 2000/01                                                                      | Al Ahli Sanaa (5)                         |
| 2002                                                                         | Al Wehda Club Sanaa (4)                   |
| 2002-03                                                                      | Al Sha'ab Ibb (1)                         |
| 2003-04                                                                      | Al Sha'ab Ibb (2)                         |
| 2005                                                                         | Al-Tilal SC (2)                           |
| 2006                                                                         | Al Saqr Ta'izz (1)                        |
| 2007                                                                         | Al Ahli Sanaa (6)                         |
| 2008                                                                         | Al Hilal Hudaydah (1)                     |
| 2008-2009                                                                    | Al Hilal Hudaydah (2)                     |
| 2009-2010                                                                    | Al Saqr Ta'izz (2)                        |
| 2010-2011                                                                    | Al Oruba Zabid (1)                        |
| 2011-2012                                                                    | Al Sha'ab Ibb (3)                         |
| 2013                                                                         | Al Yarmuk al-Rawda (1)                    |
| 2013-2014                                                                    | Al Saqr Ta'izz (3)                        |
| 2014-2015                                                                    | Championnat interrompu                    |
| Championnat annulé entre 2016 et 2018 en raison de la Guerre civile yéménite |                                           |
| 2019-2020                                                                    | Al Sha'ab Hadramaut (1)                   |
| 2021                                                                         | Al-Fahman Abyan (1)                       |
| 2022                                                                         | non disputé                               |
| 2023-2024                                                                    | Al Ahli Sanaa (7)                         |
| 2024-2025                                                                    | Al Wehda Sports & Cultural Club Sanaa (4) |